# Collaudo tecnico-amministrativo
Si definisce collaudo tecnico-amministrativo la prestazione professionale che comprende:
- l'esame, le verifiche e le prove necessarie ad accertare la rispondenza tecnica delle opere eseguite alle prescrizioni del progetto e del contratto e delle eventuali perizie di variante approvate;
- la verifica tecnico-contabile delle misure delle opere e dei relativi prezzi applicati;
- l'esame ed il parere sulle eventuali riserve presentate dall'appaltatore;
- l'emissione del Certificato di Collaudo, col quale vengono svicolate le ritenute contrattuali a garanzia dell'Ente appaltante.

La prestazione può essere richiesta al professionista a seguito dell'ultimazione delle opere oppure sin dall'inizio delle opere, nel qual caso si parla di "collaudo in corso d'opera".